# アミーリア・オブ・ザ・ユナイテッド・キングダム

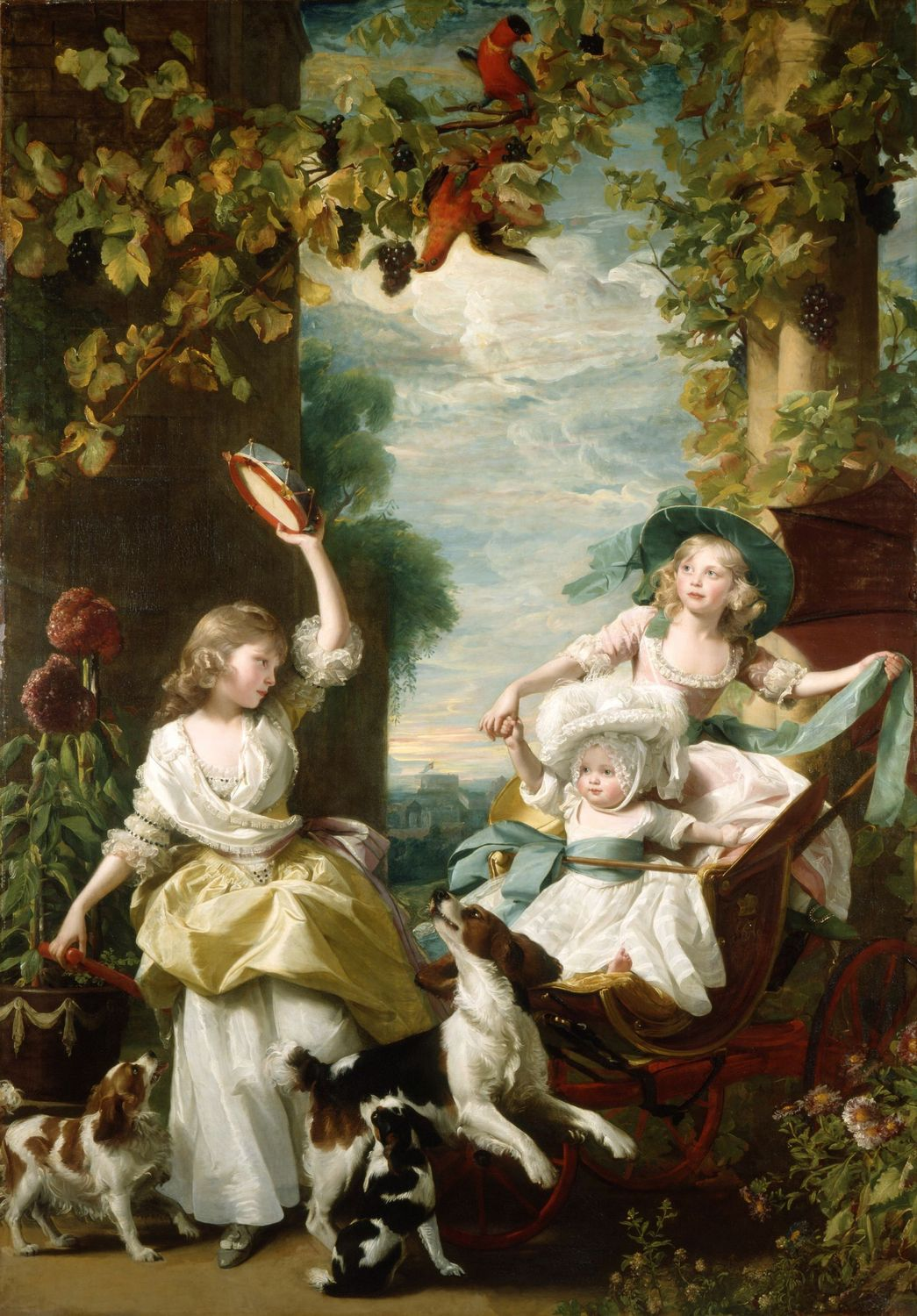
ジョージ3世の年少の3人の娘たち、ソフィア、メアリーおよびアミーリア（赤子）の肖像、ジョン・シングルトン・コプリー画、1785年

アミーリア・ソフィア・エレノア・オブ・ザ・ユナイテッド・キングダム（Amelia Sophia Eleanor of the United Kingdom, 1783年8月7日 - 1810年11月2日）は、イギリス王ジョージ3世と王妃シャーロット・オブ・メクレンバーグの間の末娘。

## 生涯
ジョージ3世夫妻の第15子、六女、そして最後の子供としてウィンザーのロイヤル・ロッジで生まれた。1783年9月17日にセント・ジェームズ宮殿の王室礼拝堂において、カンタベリー大主教ジョン・ムーアによって洗礼を受けた。洗礼の代父母は長兄のウェールズ公（のちのジョージ4世）、長姉シャーロット、次姉オーガスタが務めた。ジョージ3世は末娘をエミリー（Emily）の愛称で呼んで可愛がったが、アミーリアが5歳になる頃には国王は最初の精神錯乱の発作（ポルフィリン症に由来する）を起こしたため、少女時代のアミーリアは父親と親しむことは無かった。
ジョージ3世は妹たちが不幸な結婚に苦しんだことで娘たちの結婚にも不安を抱いていたが、1788年に精神を病むまでは、娘たちをハノーファーに連れて行き、しかるべき王侯と結婚させるつもりでいた。ところが国王の精神錯乱のせいで王女たちの縁談は全く進まない状態になった。母親のシャーロット王妃には娘の縁組を進める力は無く、さらに夫の精神錯乱で孤独になった自分を慰める存在として娘たちを必要とした。これが王女たちが結婚適齢期を逃す原因となった。
アミーリアは幼い頃から体が弱く、1798年にはひざ関節の痛みに苦しみ、療養のためワージングに送られた。1801年には健康回復のため海辺のウェイマスに転地療養に赴いた。王女は侍従として随行していたサー・チャールズ・フィッツロイ（1762年 - 1831年、初代サザンプトン男爵チャールズ・フィッツロイの息子）と恋仲になり、21歳も年上の侍従との結婚を望むようになった。シャーロット王妃は娘の情事を知っても気付かないふりをした。アミーリアとフィッツロイの恋愛沙汰は、ジョージ3世の精神状態を更に悪化させかねないため、王の耳には入らないよう考慮された。
1808年、アミーリアは深刻な麻疹に罹り、姉メアリーの付き添いで再びウェイマスに転地療養に赴いた。麻疹からは回復したものの、1810年には回復の見込みの無い丹毒に罹患し、27歳で急死した。遺言により、王女の個人財産はチャールズ・フィッツロイに遺贈された。遺骸はウィンザーのセント・ジョージ教会にある王家の納骨堂に納められた。